# 伊藤徹 (リュージュ)
伊藤 徹（いとう とおる、1966年4月8日 - ）は、日本の元リュージュ選手、指導者、札幌リュージュ連盟理事長。北海道出身。
札幌大学在学中に1986年リュージュワールドカップや1988年カルガリーオリンピックに出場。同大会リュージュ競技では二人乗りで26位だった。札幌大学卒業後、1994年リレハンメルオリンピック日本代表コーチ、1998年長野オリンピック日本代表監督を務めた 。